# Rozdolne (rejon wołnowaski)
Rozdolne (ukr. Роздольне) – osiedle na Ukrainie, w obwodzie donieckim, w rejonie wołnowaskim, w hromadzie Wełyka Nowosiłka. W 2001 liczyło 1120 mieszkańców.